# Café Mania
Café Mania foi um jogo eletrônico, point-and-click, de simulação de restaurante em tempo real desenvolvido pela Vostu. Disponível inicialmente como um aplicativo na rede social Orkut e, posteriormente foi lançado no Facebook. O jogo permitia que os jogadores pudessem administrar um restaurante virtual, podendo cozinhar, customizar a aparência, o tamanho e os objetos do ambiente, além de personalizar o avatar do chef (sendo este a personificação do jogador dentro do jogo).
O aplicativo tinha cerca de 250 mil usuários ativos no Facebook. Foi encerrado pela Vostu em junho de 2016.

## Jogabilidade
O jogo Café Mania permitia ao jogador ser gerente de um restaurante virtual, onde o objetivo era aumentar o estabelecimento, tornando-o um restaurante de sucesso. Para isso, o jogador tinha que cozinhar pratos, servir bebidas e cumprir missões para ganhar dinheiro, experiência e popularidade.
Além de administrar um restaurante comum, o jogador ainda tinha a possibilidade de abrir uma filial na praia, que foi lançada em julho de 2011. Para isso, o mesmo tinha que alcançar o nível 20 e cumprir uma missão rápida.

## Parcerias

### Guaraná Antarctica
Em Maio de 2011 chegou no Café Mania uma nova máquina na qual os jogadores poderiam servir diferentes sabores de Guaraná Antarctica para Ronaldo e Claudia Leitte. Para preparar os refrigerantes, os jogadores tinham que coletar guaranás em pés de guaraná do lado de fora dos restaurantes.

### AdeS
Em Setembro de 2011 chegou no Café Mania algumas receitas da AdeS. Os jogadores podiam servir pratos e cafés preparados com produtos da empresa. Além das novas receitas no jogo, a Vostu também criou um concurso na qual os jogadores tinham que tirar uma foto de uma das receitas da AdeS feita na vida real, disputando créditos no jogo.

### Netflix
Nesse mesmo mês a Vostu fechou uma parceria com a Netflix, para oferecer aos seus jogadores muitos créditos ao se cadastrarem no serviço da empresa. O Café Mania foi um dos jogos que teve disponibilizada essa oferta, oferecida apenas para usuários do Orkut. Essa promoção voltou outras vezes no jogo com outras ofertas de créditos.

## Fatos Marcantes

### Processo Judicial
Em Junho de 2011, a Zynga, empresa de jogos online, processou a Vostu por ter plagiado alguns jogos da empresa, alegando que foi copiada em ideias, conceitos, modelo de negócios, design e até em erros dos games. Com isso, a Zynga ganhou uma liminar que exigia que a Vostu retirasse do ar quatro dos seus joguinhos, e entre esses jogos estava o Café Mania, que a Zynga alegava que era plágio do Café World.
Só que dois meses depois a Vostu conseguiu derrubar essa liminar, alegando que o código-fonte dos jogos não foi analisado por especialistas em tecnologia, além de provar que a Zynga teria plagiado jogos de outras empresas.

### Camisetas
Em Novembro de 2011, a Vostu fechou uma parceria com a Camiseteria para o lançamento de camisetas inspiradas nos seus principais jogos, e entre esses jogos está o Café Mania. Ao fazer a compra de uma delas o jogador tinha direito a um valor de créditos no jogo.